# 印度国宝勋章

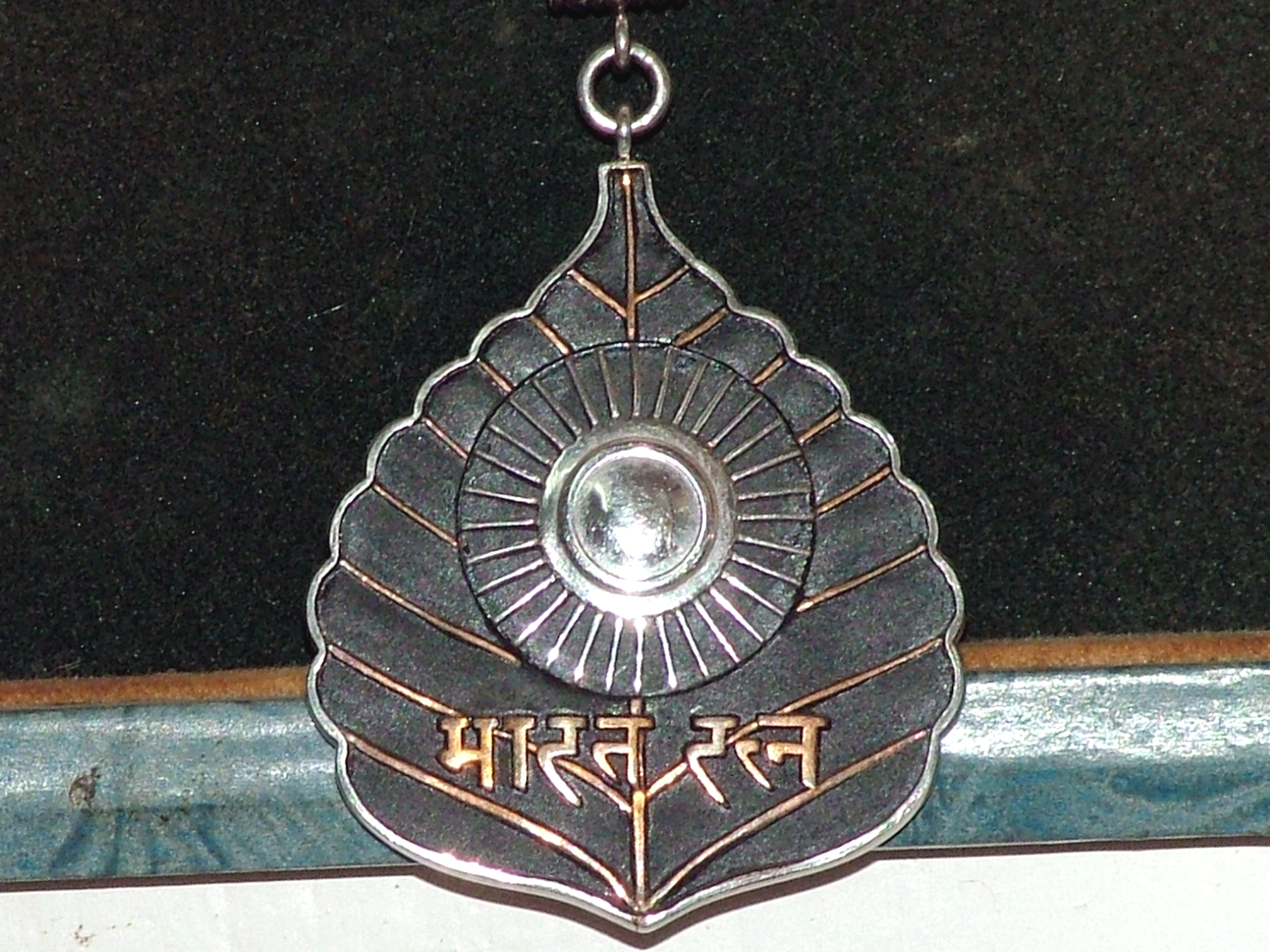
印度国宝勋章

印度国宝勋章（Bharat Ratna）是印度政府颁发的第一级公民荣誉奖，授予在艺术、文学、科学和公共服务等领域为印度做出最杰出贡献的人物。该奖项由印度第一任总统拉金德拉·普拉萨德于1954年设立。印度公民荣誉奖共有四级，其余奖项分别为第二级的莲花赐勋章（Padma Vibhushan）、第三级的莲花装勋章（Padma Bhushan）和第四级的莲花士勋章（Padma Shri）。 